# Edsbergs centrum

Edsbergs centrum är centrumområdet i Edsberg i Sollentuna kommun. Här finns bibliotek och ett flertal butiker. Edsbergs centrum invigdes 1964 och renoverades vid 2004, där bland annat ett parkeringshus byggts. Några av de butiker som finns är Ica, en spelbutik, skönhetssalong, frukt & grönt, Kronans Apotek, frisersalong, Puls & Träning, videobutik samt två grillar, Oscar och Ló Mero Kök & Bar, samt en Japansk restaurang Kenzo Sushi.